# Noriyuki Sakemoto
Noriyuki Sakemoto (酒本 憲幸, Sakemoto Noriyuki) est un footballeur japonais né le 8 septembre 1984. Il évolue au poste de milieu de terrain.

## Palmarès
- Finaliste de la Coupe du Japon en 2003 avec le Cerezo Osaka